# Acontia heliodora
Acontia heliodora là một loài bướm đêm trong họ Noctuidae.